# アラビア語ハッサニア方言
アラビア語ハッサニア方言（英: Hassaniya Arabic）は、アラビア語の口語のひとつ。モーリタニア、西サハラやその周辺地域で話される。

## 名称
ハッサニア語、ハッサニヤ語、ハッサーニーヤ語（Ḥassānīya）、カラーム・ビーダーン語（كلام البيظان）ともいう。

## 特徴・分布
15世紀から17世紀にかけて、モーリタニア、西サハラに勢力を伸ばしたハッサーン族 (Banū Ḥassān) が話していたアラビア語の方言に由来する。モーリタニア、西サハラはもともとは、ベルベル語を話していた地域であったが、このアラビア語の口語に完璧に置き換わった。
ハッサニア方言はほかの北アフリカの方言とは比較的離れている。地理的背景からベルベル語系統のゼナガ語、ニジェール・コンゴ語族のウォロフ語の影響を受ける。ハッサニア方言にはいくつかの方言が存在し、主な違いは音声的なものである。ハッサニア方言はアルジェリア、モロッコ、モーリタニア、マリ、セネガルで話されている。

暗緑色は正則アラビア語とハッサニア方言、明緑色はトゥアレグ語と正則アラビア語とハッサニア方言の地域、灰色にも一部、ハッサニア方言が分布

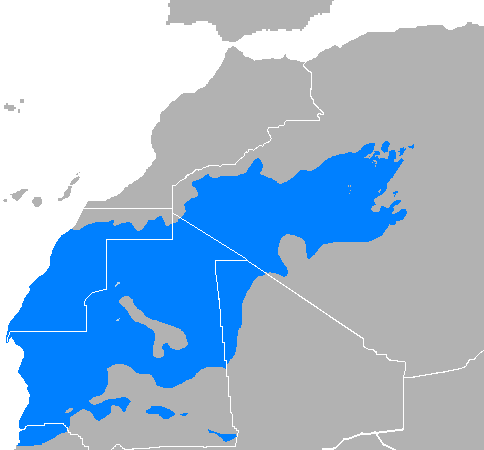
ハッサニア方言の分布域

アラビア語の方言地図